# Mostafa Arab
Mostafa Arab   (Teheran, 13 d'agost de 1941) fou un futbolista iranià de la dècada de 1960.
Fou internacional amb la selecció de futbol de l'Iran. Pel que fa als clubs destacà a Oghab FC.